# Ian Ashley
Ian Hugh Gordon Ashley (Wuppertal, 26 ottobre 1947) è un pilota di Formula 1 britannico.
Ha disputato in tutto quattro Gran Premi senza mai prendere punti nel campionato mondiale di Formula 1.

## Carriera

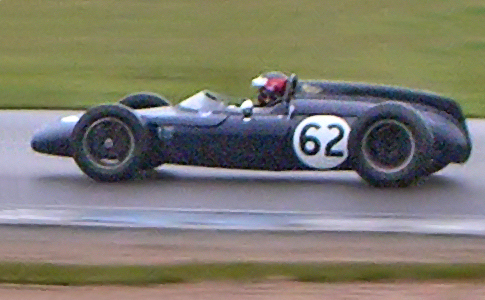
Ian Ashley a Donington

Inizia a correre in Formula 5000 nel 1972, vincendo il campionato europeo nel 1973 e terminando in terza posizione l'anno successivo.
Nel 1974 corre quattro Gran Premi, due per la Token e due per il team Chequered Flag alla guida di una Brabham, senza ottenere punti. Nel 1975 è iscritto al Gran Premio di Germania dal team Frank Williams Racing Cars, ma non prenderà parte alla gara a seguito di un incidente nelle prove libere in cui si romperà entrambe le caviglie. Correrà un altro Gran Premio nel 1976 alla guida di una BRM e cinque alla guida di una Hesketh nel 1977, senza ottenere punti. A Mosport, Gran Premio del Canada di quell'anno, ebbe un grave incidente, il ché fece sì che i soccorritori ci misero 35 minuti per estrarlo dalla vettura.
Nel 1985 esordisce nella Champ Car. Si è iscritto alla 500 miglia di Indianapolis del 1986, ma non prende parte alla gara.
In seguito lavora per diventare pilota di jet. Nel 1993 fa un'apparizione nel British Touring Car Championship a bordo di una Vauxhall. Nel 2009 partecipa al Walter Hayes Trophy di Formula Ford sul circuito di Silverstone.

## Risultati in F1
| 1974 | Scuderia              | Vettura           |  |  |  |  |  |  |  |  |  |  |    |    |  |    |    |  |  | Punti | Pos. |
| ---- | --------------------- | ----------------- |  |  |  |  |  |  |  |  |  |  | -- | -- |  | -- | -- |  |  | ----- | ---- |
| 1974 | Token Chequered Flags | RJ02 Brabham BT42 |  |  |  |  |  |  |  |  |  |  | 14 | NC |  | NQ | NQ |  |  | 0     |      |

| 1975 | Scuderia | Vettura |  |  |  |  |  |  |  |  |  |  |    |  |  |  |  |  |  | Punti | Pos. |
| ---- | -------- | ------- |  |  |  |  |  |  |  |  |  |  | -- |  |  |  |  |  |  | ----- | ---- |
| 1975 | Williams | FW03    |  |  |  |  |  |  |  |  |  |  | NP |  |  |  |  |  |  | 0     |      |

| 1976 | Scuderia | Vettura |     |  |  |  |  |  |  |  |  |  |  |  |  |  |  |  |  | Punti | Pos. |
| ---- | -------- | ------- | --- |  |  |  |  |  |  |  |  |  |  |  |  |  |  |  |  | ----- | ---- |
| 1976 | BRM      | P201B   | Rit |  |  |  |  |  |  |  |  |  |  |  |  |  |  |  |  | 0     |      |

| 1977 | Scuderia | Vettura |  |  |  |  |  |  |  |  |  |  |  |    |    |    |    |    |  | Punti | Pos. |
| ---- | -------- | ------- |  |  |  |  |  |  |  |  |  |  |  | -- | -- | -- | -- | -- |  | ----- | ---- |
| 1977 | Hesketh  | 308     |  |  |  |  |  |  |  |  |  |  |  | NQ | NQ | NQ | 17 | NP |  | 0     |      |

| Legenda | 1º posto     | 2º posto | 3º posto    | A punti         | Senza punti/Non class.  | Grassetto – Pole position Corsivo – Giro più veloce |
| Legenda | Squalificato | Ritirato | Non partito | Non qualificato | Solo prove/Terzo pilota | Grassetto – Pole position Corsivo – Giro più veloce |